# HMV

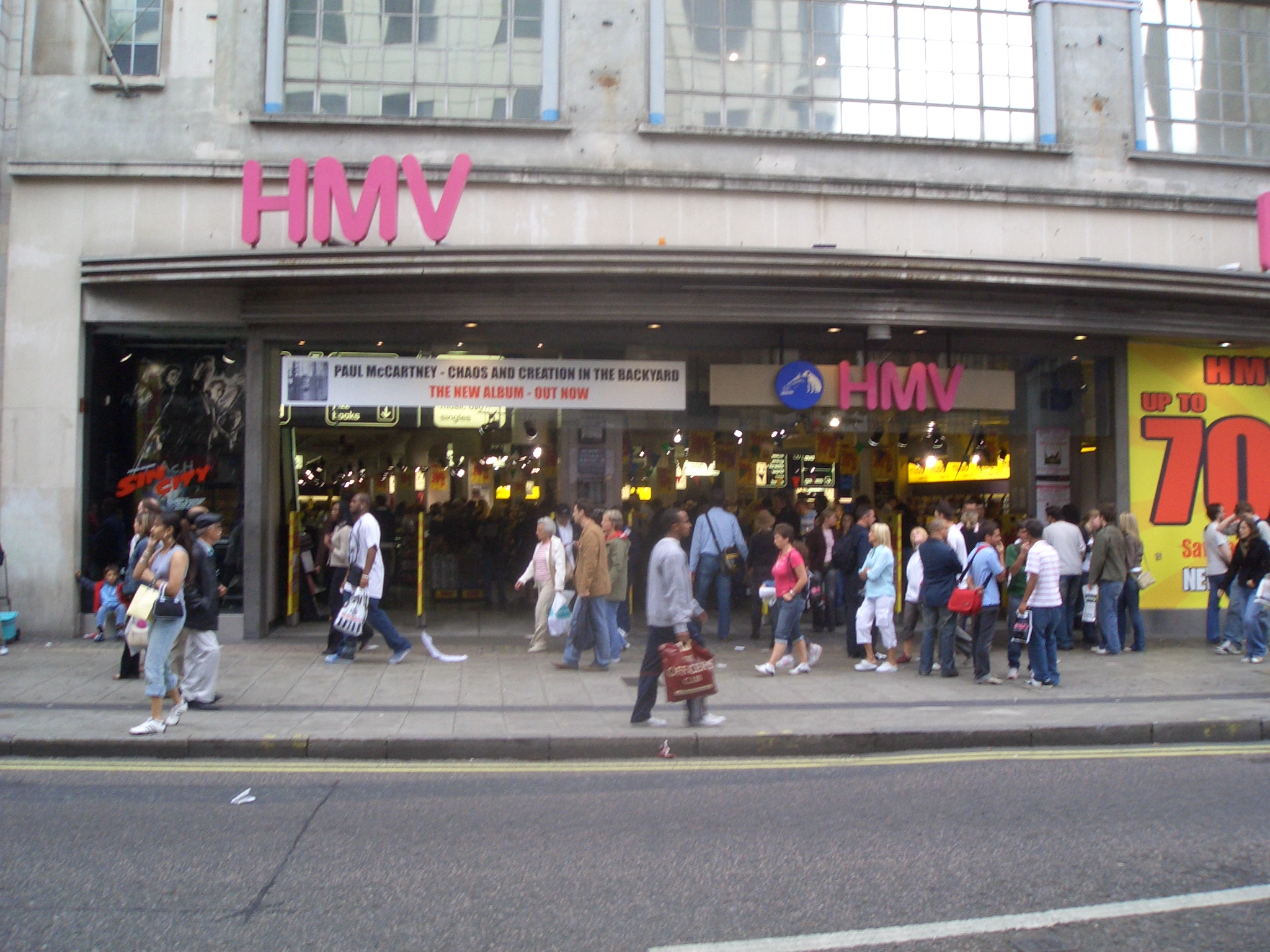
Botiga en el carrer Oxford de Londres.

HMV Group (LSE HMV) (His Master's Voice, en català: La Veu del seu Amo), normalment abreujat en HMV, és una famosa marca de la indústria musical i, durant anys, el nom d'una companyia discogràfica del Regne Unit. El nom va ser encunyat en 1899 com el títol d'un quadre del gos Nipper escoltant un gramòfon de corda. Les seues tendes de distribució són actualment les primeres en vendes en el Regne Unit, però té una fera competència dins del Regne Unit per part de Virgin Megastores i, més recentment, de Music Zone...